# Honduras na Letnich Igrzyskach Olimpijskich Młodzieży 2010
Honduras na Letnich Igrzyskach Olimpijskich Młodzieży 2010 w Singapurze reprezentowało 4 sportowców w 3 dyscyplinach.

## Skład kadry

### Judo
- Kevin Fernandez - kategoria do 81 kg - 9 miejsce

### Pływanie
- Allan Gabriell Castro
  - 200 m st. dowolnym - 28 miejsce w kwalifikacjach
  - 400 m st. dowolnym - 22 miejsce w kwalifikacjach
- Karen Vilorio
  - 200 m st. grzbietowym - 26 miejsce w kwalifikacjach
  - 200 m st. zmiennym - 21 miejsce w kwalifikacjach

### Podnoszenie ciężarów
- Christopher Pavón - kategoria do 85 kg - 6 miejsce